# ルイス・プリエト
ルイス・プリエト・サルビデゴイティア（Luis Prieto Zalbidegoitia, 1979年2月19日 - ）は、スペイン・バスク州ビスカヤ県ビルバオ出身のサッカー選手。ポジションはDF。

## 経歴
アスレティック・ビルバオのユース出身で、バスク自治州にあるCDバスコニア、バラカルドCF、ビルバオ・アスレティック、SDエイバルで経験を積んだ。2002-2003シーズンからアスレティック・ビルバオのトップチームに昇格し、レアル・ソシエダ戦でリーガ・エスパニョーラデビューを果たした。2005-2006シーズンは36試合で4ゴールを決め、12位でシーズンを終えた。
2008年7月10日、レアル・バリャドリードに移籍した。

## 所属クラブ
- CDバスコニア 1997–1998

→ バラカルドCF 1998–1999 (loan)
- ビルバオ・アスレティック 1999–2000

→ SDエイバル 2000–2002 (loan)
- アスレティック・ビルバオ 2002–2008
- レアル・バリャドリード 2008-2010
- SDポンフェラディーナ 2010-